# Panorpa horiensis
Panorpa horiensis är en näbbsländeart som beskrevs av Syuti Issiki 1929. Panorpa horiensis ingår i släktet Panorpa och familjen skorpionsländor. Inga underarter finns listade i Catalogue of Life.